# Albert Antoine Henri de Grady de Bellaire
Albert Antoine Henri Ridder de Grady de Bellaire (Luik, 4 juni 1748 - Bellaire, 25 juni 1835) was een Zuid-Nederlands landeigenaar en lid van de Tweede Kamer der Staten-Generaal.
De Grady de Bellaire was een zoon van Albert de Grady en Marie Hélène barones de Rosen. Hij was landeigenaar, en lid van het Feodale hof in Luik. Hij trouwde in 1778 met Marie Isabelle De Grady, een dochter van zijn volle neef.
In 1815 was hij lid van de Vergadering van Notabelen, en van 1815 tot 1817 was hij namens Luik door Willem I benoemd tot lid van de Tweede Kamer waar hij zich regeringsgezind opstelde. Hij was heer van Bellaire, Parfondvaux, Queue-du-Bois en Waonry.